# Ediger Elzhofberg

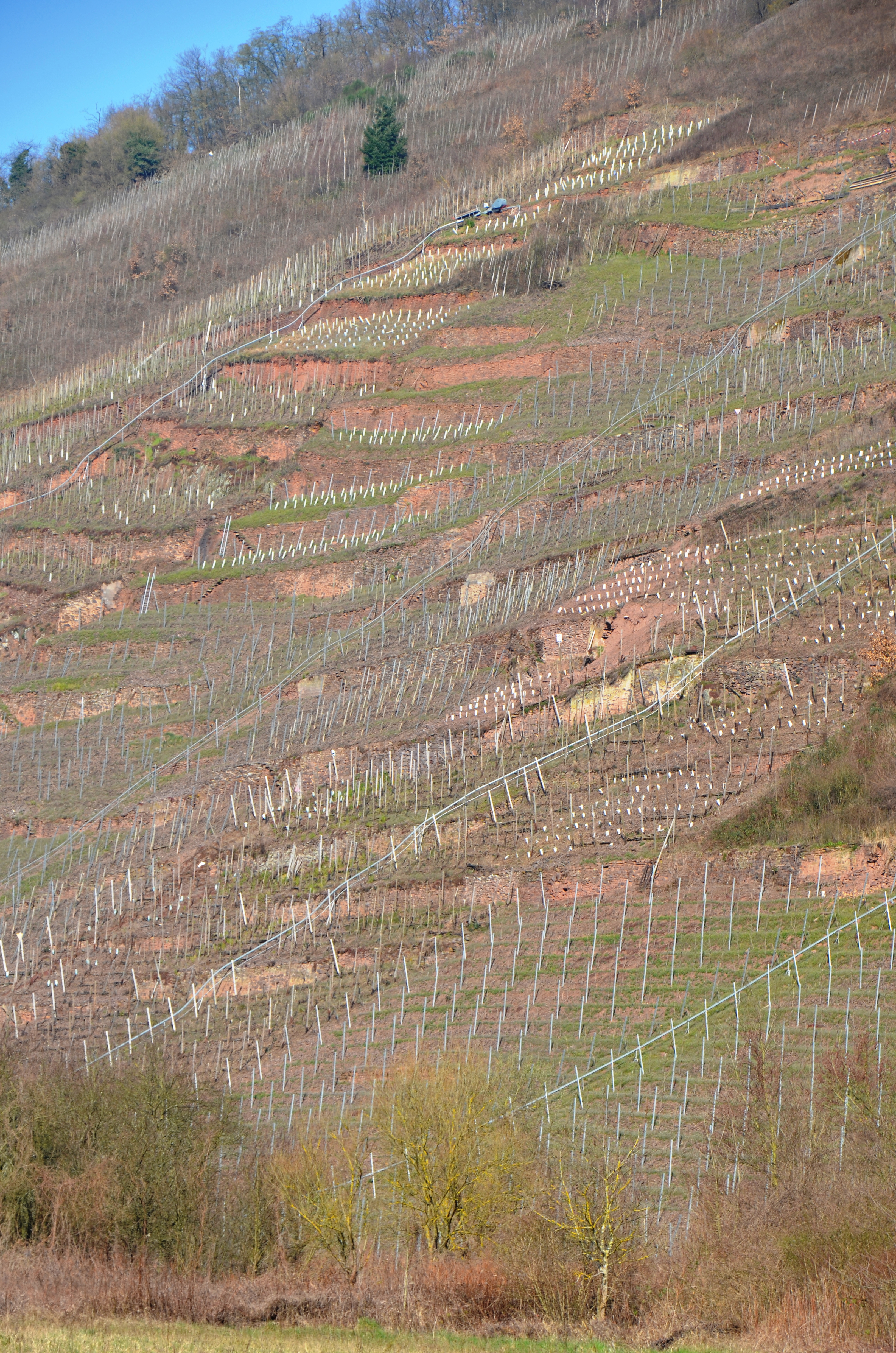
Elzhofberg

Ediger Elzhofberg ist der Name einer Einzellage im Ortsteil Ediger an der Mosel (Weinbaugebiet Mosel). Die Einzellage ist Teil der Großlage Grafschaft und gehört zum Bereich Terrassenmosel. Der Ortsteil Ediger gehört seit 1969 zur Gemeinde Ediger-Eller.
Hier wird seit Generationen – teilweise seit über 300 Jahren im Familienbetrieb – überwiegend Riesling angebaut. Das Areal gehört zu den steilsten Weinbau-Einzellagen und liegt nordwestlich vom Ediger Osterlämmchen. Es ist nach Süden geneigt und durch ein Mikroklima geprägt. Der Weinbau durch die dort ansässigen Winzer wird aufgrund der Steillage noch größtenteils durch Handarbeit und Muskelkraft betrieben. Der steinige Boden ist stark verwittert und tiefgründig; er besteht überwiegend aus Tonschiefer.
Die Weine entwickeln ein charakteristisches feines Fruchtaroma. Der Ediger Elzhofberg gehört zu den Grand-Cru-Weinlagen nach Hugh Johnson.
In der Mosel-Weinbaukarte von 1897 ist der Elzhofberg in die Gruppe der besten Weinlagen an der Mosel eingeteilt. Unterteilt ist die Lage in den westlichen Bereich "Elsig" und östlichen Bereich "Langert"

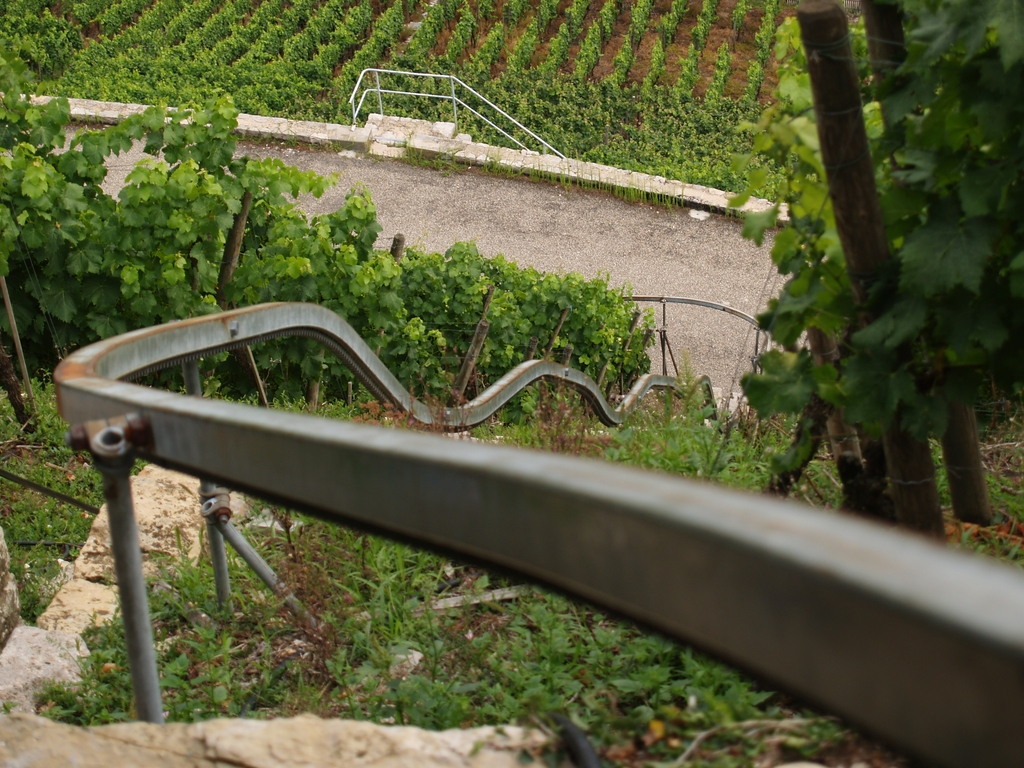
Trasse einer Monorackbahn in den Steillagenweinbergen
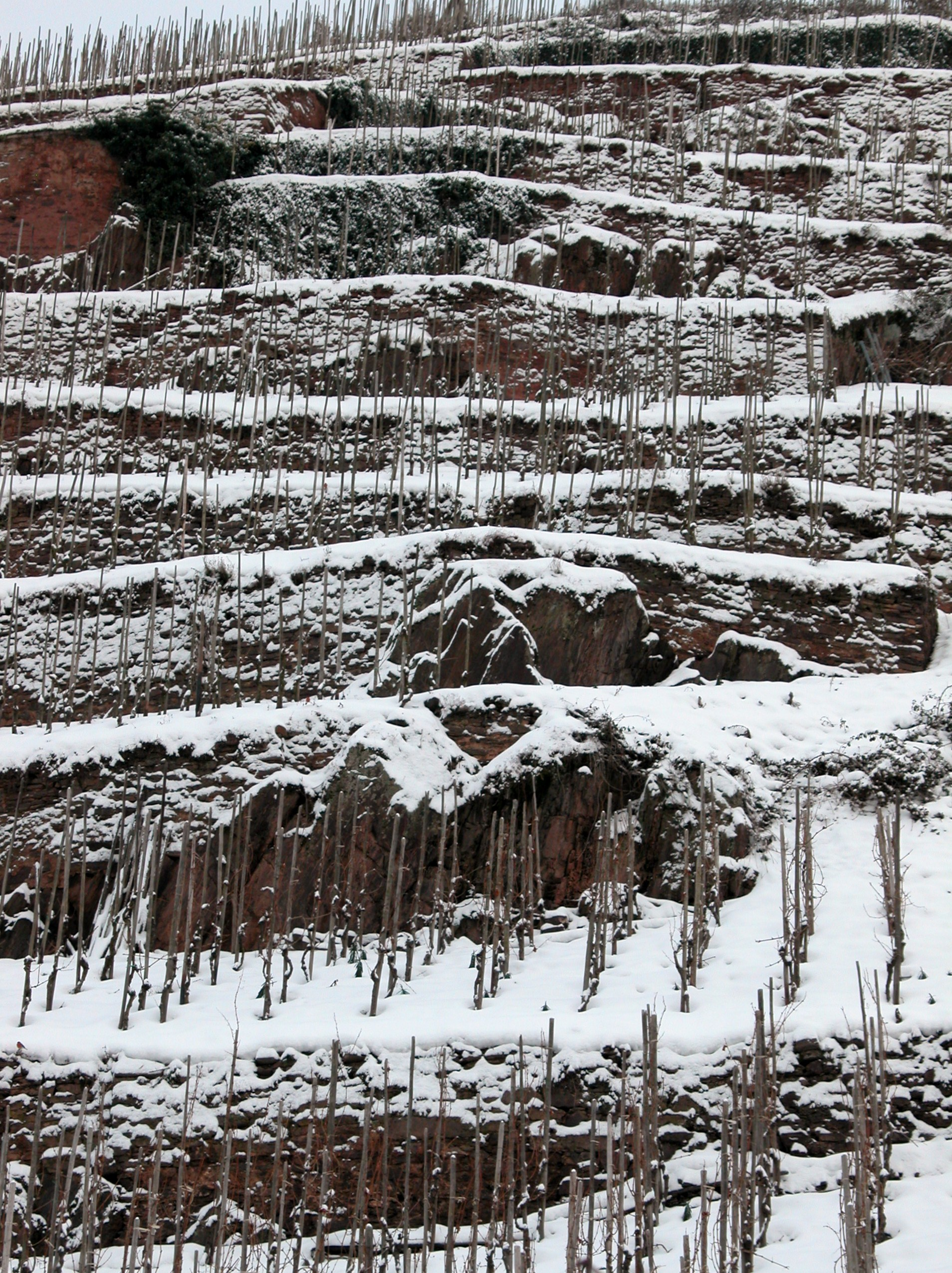
Ediger Elzhofberg, Steilterrassen
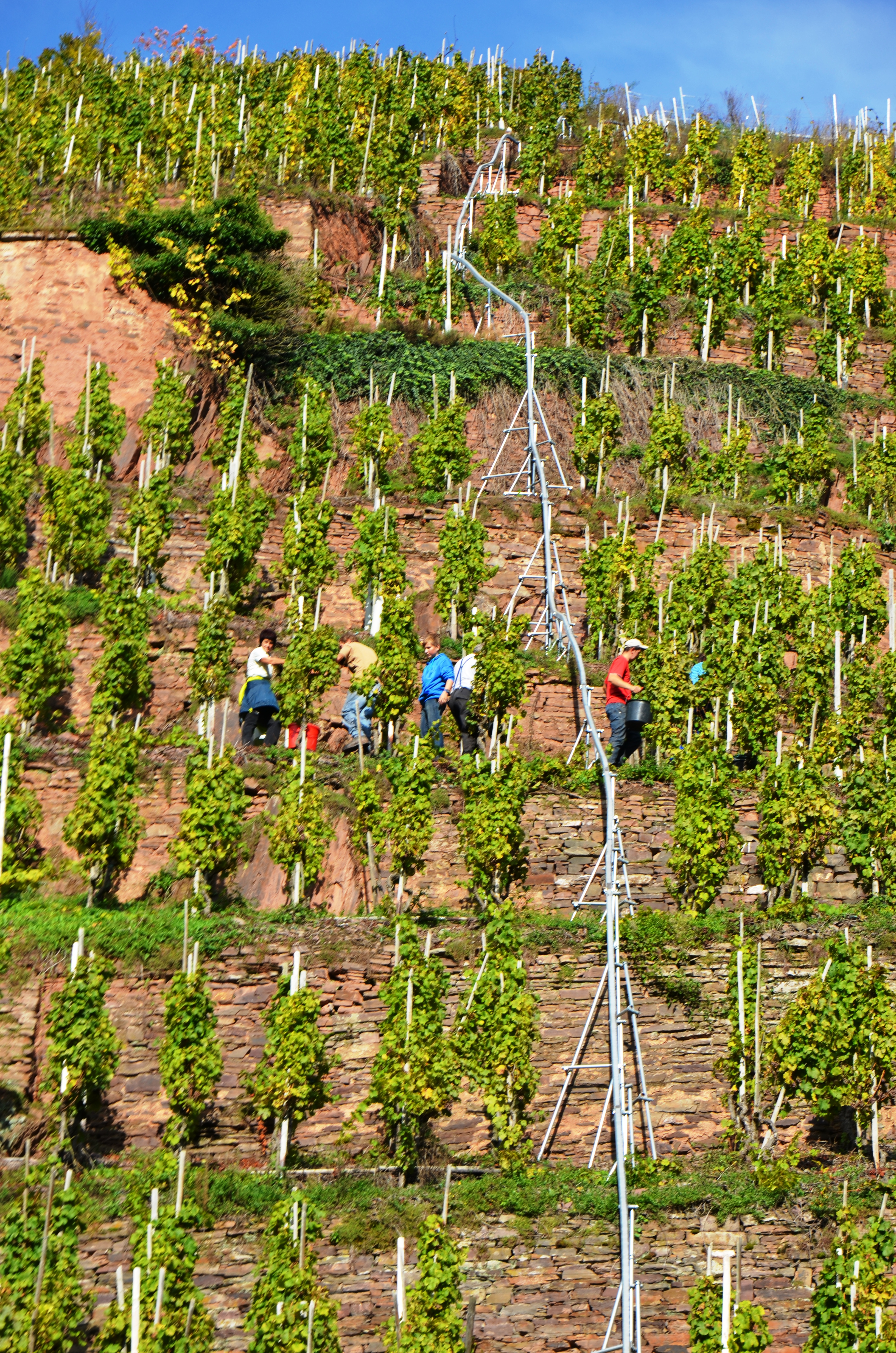
Traubenlese in der Steilstlage Elzhofberg
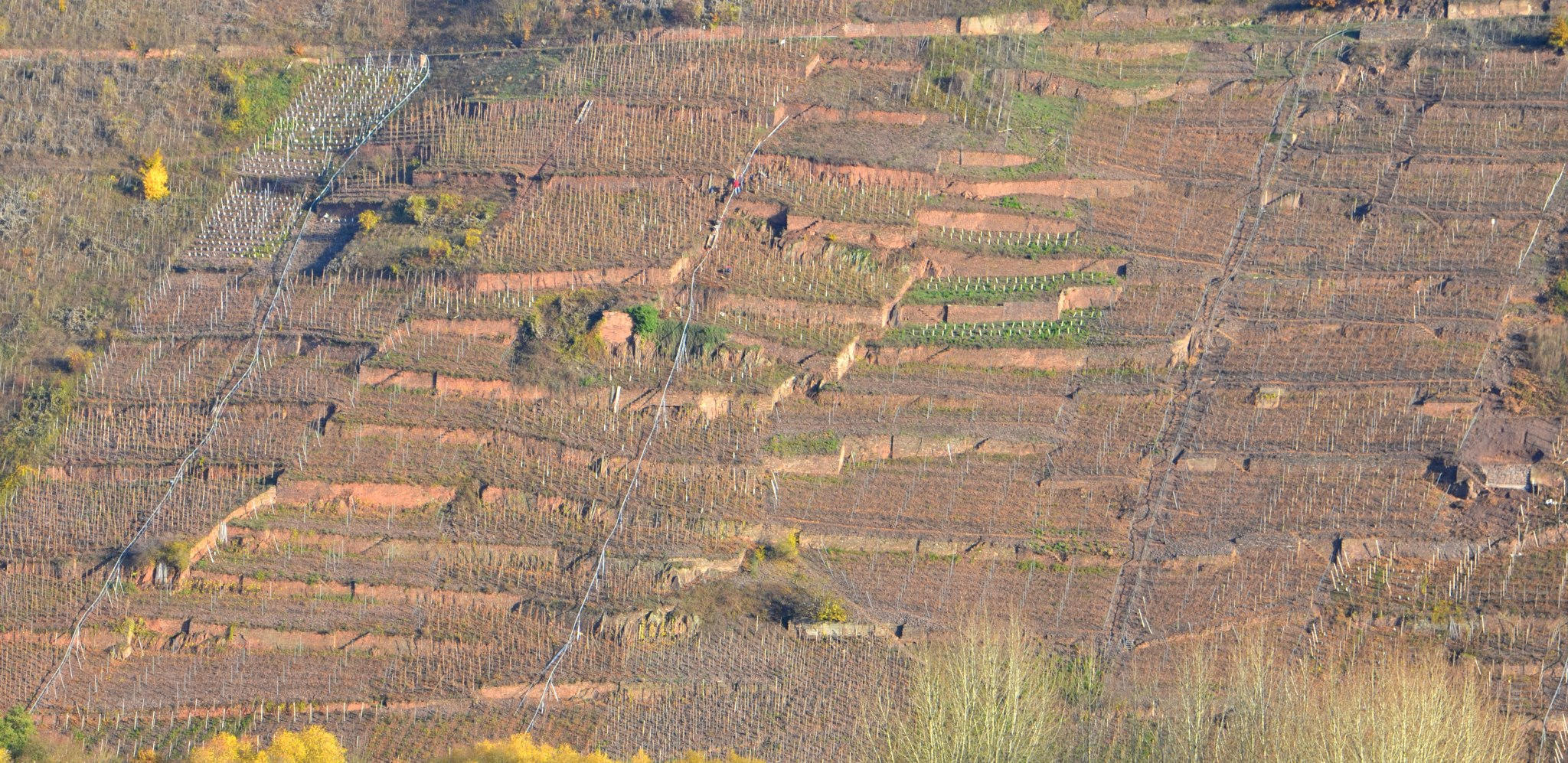
Ansicht Elzhofberg von der anderen Moselseite
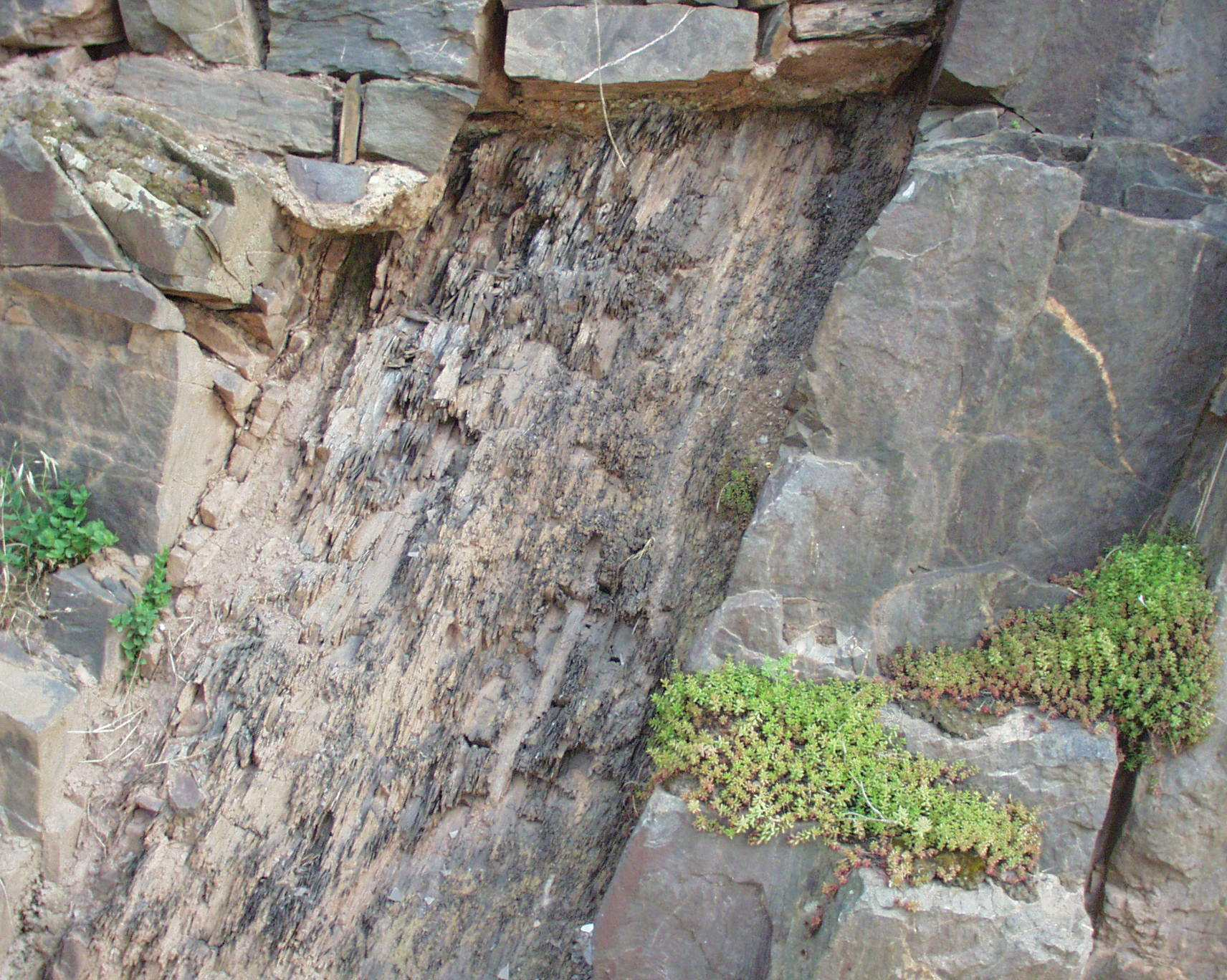
Gesteinsformation Quarzit gegen Tonschiefer im Elzhofberg
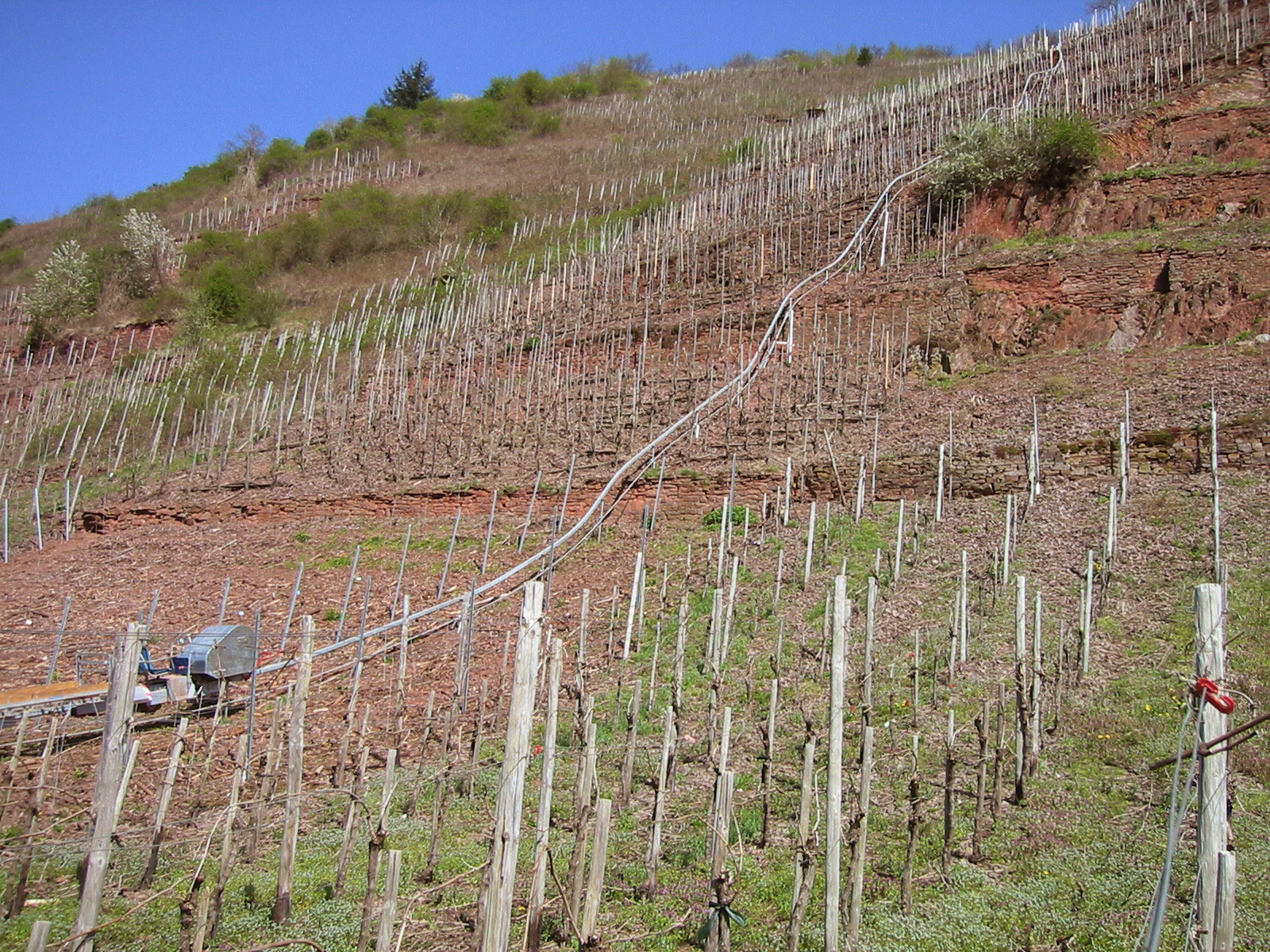
13. Ohne die "Monorackbahn" wäre die alte Steillage nicht rekultiviert worden: Ediger Elzhofberg
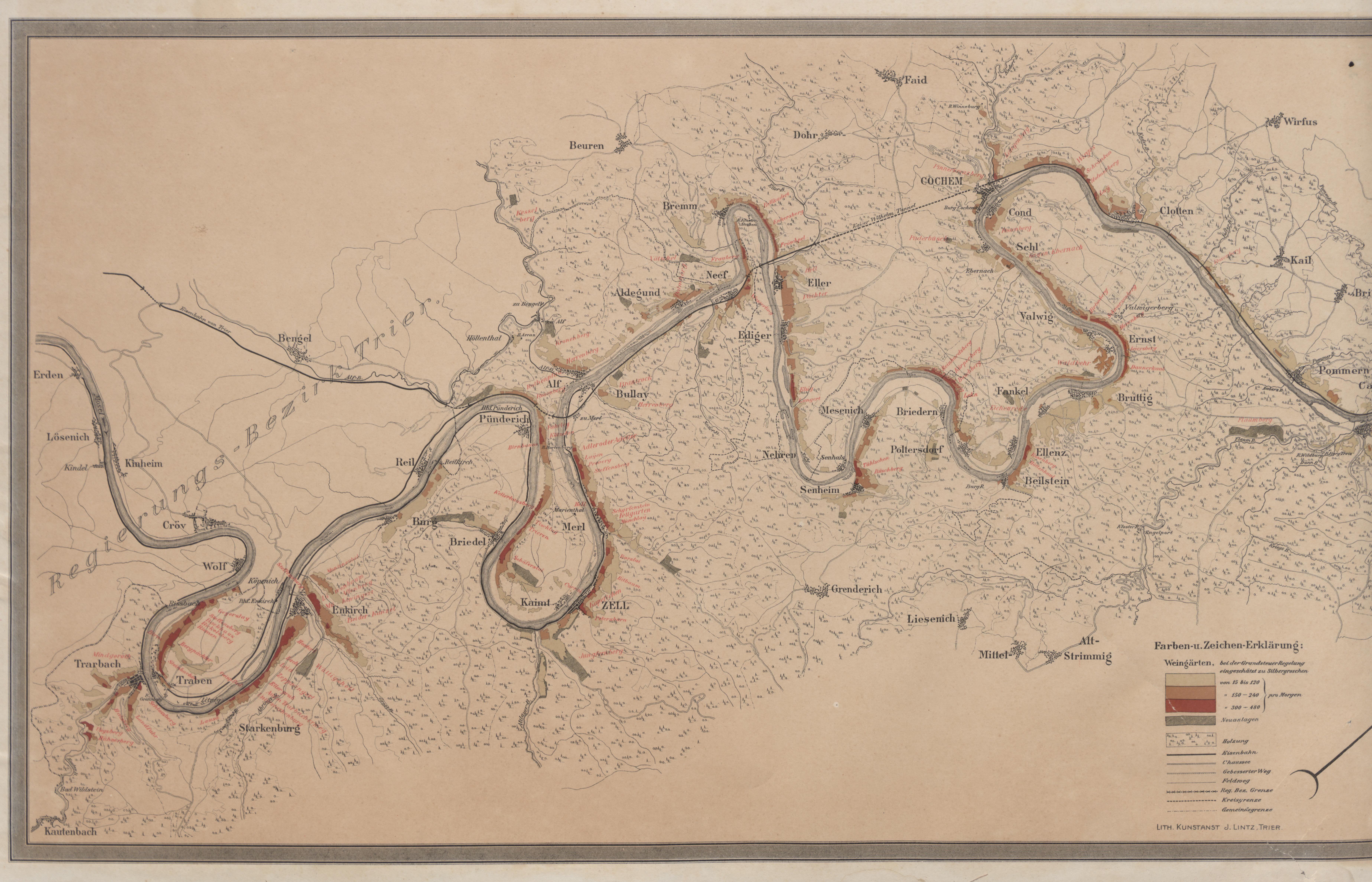
Historische Weinbaukarte mit den Weinlagen der Terrassenmosel

## Geologie
Die Geologie des Weinbergs Ediger Elzhofberg ist durch eine Wechsellagerung von roten, fein bis mittelbankigen Feinsandsteinen, geschieferten Siltsteinen und selten Einschaltungen von Tonschiefern charakterisiert. Die heute besonders am Grund der Mauern im Weinberg anstehenden Gesteine wurden vor mehr als 400 Mio. Jahren, im Zeitalter des Devons im Bereich des Äquators, als Sedimente im Randbereich eines Meeresarmes, abgelagert. Der küstennahe Ablagerungsraum war ein sehr dynamisches und sich ständig wandelndes System, vergleichbar mit dem Watt an der heutigen deutschen Nordseeküste. Die Feinsandsteine sind die Sedimente, die vom nahen Festland durch Flüsse in das Meeresbecken transportiert wurden. Auch heute lassen sich an einigen Stellen noch Andeutungen dieses Transportes in den Gesteinen des Weinberges entdecken. Die leicht verwitternden feinkörnigeren Tone und Silte konnten sich in Stillwasserzonen ablagern und
bilden heute einen mineralisch reichen Boden. Zusammen mit dem eher verwitterungsresistenten und nährstoffarmen Sandsteinen, führt dies zu einer sehr ausgewogenen Bodenbeschaffenheit im Weinberg. Die auffällig rote Farbe der Gesteine geht auf eisenreiche Minerale in den Gesteinen zurück, die während der Ablagerung durch den im Ablagerungsraum vorhandenen Sauerstoff oxidiert wurden. Weitere Anzeichen für das Urmeer finden wir in Form von Fossilien die in den Siltsteinen zu beobachten sind.
Im Verlauf des Oberen Devons, wurden die zuvor flach abgelagerten Schichten von einer Gebirgsbildung erfasst, die im Erdzeitalter des Karbon ihren Höhepunkt erreichte und zu einer Verkippung und metamorphen Überprägung der Sedimente führte. Durch diese großräumige plattentektonische Aktivität wurden die Gesteine zunächst in große Tiefen versenkt und im Verlauf der weiteren Erdgeschichte wieder gehoben. Im Weinberg drücken sich diese Prozesse heute am steilen, südöstlichen Einfallen der Gesteinsschichten aus. Die Reste des einstmals mächtigen Gebirges sehen wir heute in der hügeligen Landschaft des rheinischen Schiefergebirges in dessen südöstlichem Teil sich Ediger und der Weinberg Elzhofberg befindet. Eine senkrecht zur Schichtung verlaufenden Klüftung des Gesteins, hat einen starken Einfluss auf die Permeabilität der oberen Grundwasserleiter und beeinflusst die Hydrologie im Weinberg entscheidend.